# Super Junior Full House
Super Junior Full House (tiếng Hàn Quốc: 슈퍼주니어의 풀하우스) là loạt chương trình truyền hình thực tế của Hàn Quốc được phát sóng từ ngày 27 tháng 5 năm 2006 đến ngày 26 tháng 8 năm 2006. Mỗi tập có độ dài khoảng 25 phút, được phát sóng vào mỗi thứ 7 hàng tuần trong khung giờ của SBS Realtime, sau khi chương trình Love Letter kết thúc. Chương trình chia sẻ những trải nghiệm thú vị trong quá trình ở nhờ một tháng dưới dạng homestay của hai sinh viên người nước ngoài tại ký túc xá của nhóm nhạc Hàn Quốc Super Junior.

## Nội dung
Hai người nước ngoài, Anya - một cô gái người Nga 18 tuổi, và Eva - một người Anh lai Nhật 25 tuổi, đã đến thủ đô Seoul, Hàn Quốc để ở nhờ trong ký túc của Super Junior. Trong quá trình sống chung, hai cô gái ngoại quốc đã có được những trải nghiệm đầy thú vị và hài hước với Super Junior, và tình bạn giữa họ trở nên ngày càng khăng khít. Trong suốt 13 tập của chương trình đều tập trung chủ yếu vào chủ đề học tiếng Anh của Super Junior.

## Thành phần tham gia

### Hai cô gái người nước ngoài
- Anya - một cô gái người Nga 18 tuổi. Vui tính và thích trêu chọc các thành viên Super Junior cũng như rất hay bị các thành viên trêu chọc lại, đặc biệt là có nhiều cuộc tranh cãi rất thú vị với Heechul bằng cả tiếng Anh và tiếng Hàn.
- Eva - một người Anh lai Nhật (mẹ là người Nhật, bố có dòng máu Anh lai Hà Lan), 25 tuổi. Cô là người nghiêm túc, ít nói, nhưng cũng rất thân thiện với các thành viên Super Junior, đặc biệt là Han Geng.

### Super Junior
- Heechul - người nhiều tuổi nhất trong số các thành viên tham gia. Anh rất hay cãi vã với Anya, nhưng đồng thời cũng lại là người thân thiết với cô nhất.
- Han Geng - hay bị đem ra so sánh trình độ tiếng Hàn và hiểu biết về văn hóa Hàn Quốc với Anya và Eva (vì anh là người Trung Quốc). Vì đã sang Hàn Quốc trong 2 năm, nên được coi là tiền bối của hai cô gái, và anh thường đảm nhận nhiệm vụ hướng dẫn cho hai cô. Nhưng điểm thú vị là đôi khi chính anh là người bị hai cô hướng dẫn lại.
- Kangin - Cũng hay trêu chọc hai cô gái. Nhưng cũng chính anh đã bị Anya đặt cho biệt danh là "Gấu chồn" và biệt danh này của anh vẫn còn được fan gọi cho đến tận bây giờ.
- Donghae - người đã tốt bụng nhường phòng cho hai cô gái và luôn nỗ lực kết thân với họ. Trong tập đầu, anh thậm chí còn mang cả quyển sách dạy tiếng Anh cấp tốc theo để nói chuyện với hai cô lúc cả nhóm đi đón hai người ở sân bay.
- Siwon - chàng trai lịch lãm, người đã hứa sẽ làm vệ sĩ cho hai cô gái để tránh khỏi những anh chàng xấu tính (như Heechul và Kangin). Với chút vốn tiếng Anh của mình, anh cũng có thể giao tiếp bằng tiếng Anh với hai cô gái.
- Kibum - người có vốn tiếng Anh tốt nhất trong số các thành viên tham gia (do anh đã từng sống ở Mỹ trong 5 năm). Anh thường đảm nhận vai trò thông dịch giữa Super Junior và hai cô gái khi họ không thể hiểu nhau bằng tiếng Hàn. Trong một tập, Kibum cũng đã mời cả thầy giáo tiếng Anh của mình đến ký túc để dạy tiếng Anh cho Super Junior.

Ngoài ra còn có sự xuất hiện của các thành viên khác. Ở tập đầu, cả 13 thành viên đã đến sân bay để đón hai cô gái. Trong tập đến thăm làng tiếng Anh, Leeteuk và Eunhyuk có đến tham gia. Và trong tập cuối - là buổi chia tay đặc biệt, nên Leeteuk và Eunhyuk cũng đảm nhận vai trò là người hướng dẫn đặc biệt.